# Angehörigengruppe
Angehörigengruppen sind Gesprächsgruppen, in denen Angehörige psychisch oder somatisch erkrankter Patienten Unterstützung bekommen. Oft werden sie von psychiatrischen Kliniken, sozialpsychiatrischen Diensten, Wohlfahrtsorganisationen und ähnlichen Vereinen und Stiftungen angeboten.

## Formen
Neben diagnostischen Schwerpunkten (z. B. Schizophrenie, Depression, Zwangsstörung, Krebs, Alkoholismus, Diabetes, Demenz) lassen sich Angehörigengruppen auch formal unterscheiden nach dem Grad der Experten-,  beziehungsweise Angehörigendominanz. Bei Gruppen mit starker Angehörigendominanz gibt es thematische Überschneidungen mit Familientherapie, es stehen also individuelle interaktionale Vorgänge im Vordergrund. Expertendominanz kennzeichnet Gruppen mit Schwerpunkt auf Informationsvermittlung.

### Therapeutische Angehörigengruppen
Unter Anleitung eines Experten können folgende Ziele erarbeitet werden:
- Vermittlung von Verständnis für den Patienten und dessen krankheitsbedingte Situation.
- Erfassung und Verbesserung schwieriger Interaktionsmuster im Umgang mit dem Patienten und dessen Erkrankung.
- Reduktion von Hilflosigkeit, Schuld- und Schamgefühlen und übersteigertem Verantwortungsgefühl.
- Einbeziehung der Angehörigen in die Therapie durch Aufklärung in klinische Behandlungsstrategien.
- Vermittlung von Krisenbewältigungsfertigkeiten.[1]

### Angehörigenselbsthilfegruppen
Angehörigenselbsthilfegruppen finden weitgehend ohne Expertenunterstützung statt. Der individuelle Erfahrungsaustausch, die gegenseitige Unterstützung und die emotionale Entlastung durch den Kontakt mit Menschen in vergleichbarer Lebenslage steht hier im Vordergrund. Auch gesellschaftspolitische Aktivitäten zur Interessenvertretung können Inhalt von Angehörigenselbsthifegruppen sein.

## Wirksamkeit
Es liegen zahlreiche Wirksamkeitsstudien zu den thematisch unterschiedlichen Angehörigengruppen vor. Zusammenfassend zeigen die Ergebnisse eine Reduktion der Krankheitssymptomatik der Patienten, eine verminderte Rückfallgefahr, sowie eine Reduktion familiärer Spannungen.